# Storfors
Storfors est une localité de Suède dans la commune de Storfors, dont elle est le chef-lieu, située dans le comté de Värmland.
Sa population était de 2 116 habitants en 2019.